# Rocambole
Rocambole è un personaggio immaginario protagonista di diversi romanzi dello scrittore francese del XIX secolo Pierre Alexis Ponson du Terrail.
È un avventuriero e un ladro gentiluomo. Sebbene quasi dimenticata dal grande pubblico, l'opera di Ponson du Terrail ha esercitato una grandissima influenza sull'evoluzione della narrativa d'avventura, precorrendo la narrativa eroica moderna. Il termine rocambolesco è entrato nell'uso per riferirsi ad azioni particolarmente audaci, avventurose e spericolate. Dopo Ponson du Terrail, anche altri autori si sono cimentati a proseguire la saga di Rocambole.
Su Rocambole sono stati girati diversi film e serie televisive.

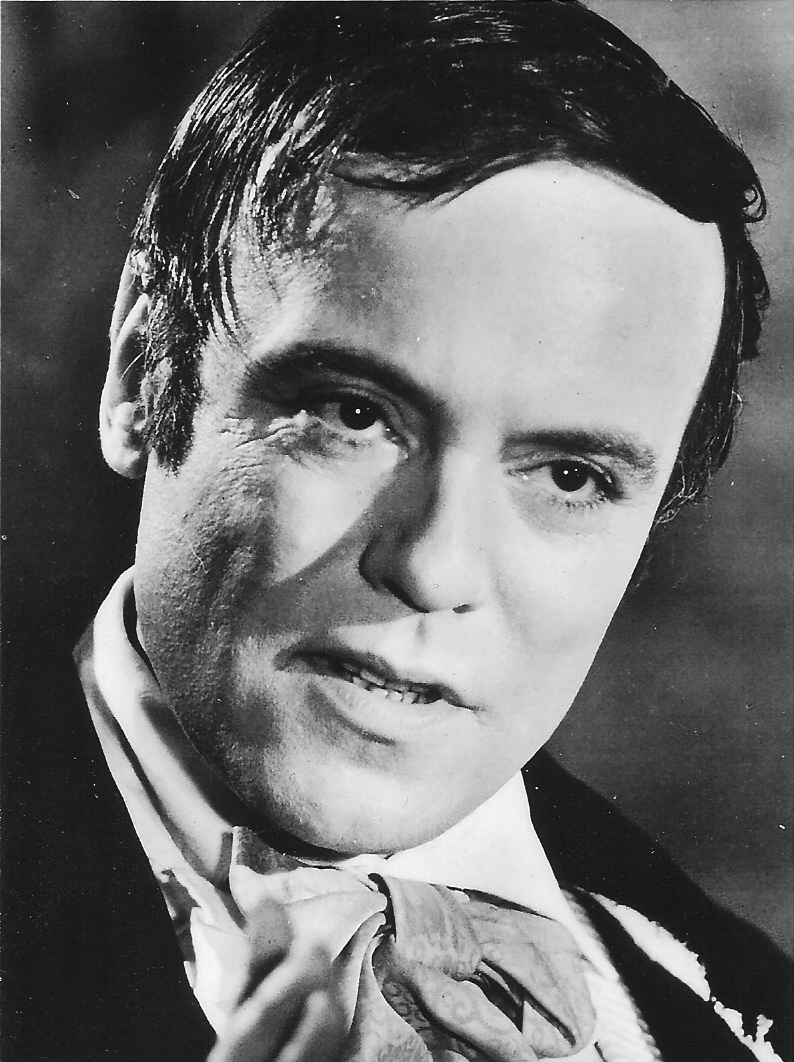
Jean Topart nei panni di Rocambole nel telefilm omonimo del 1964-1965.

## Descrizione generale
Rocambole viene introdotto nell'opera di Terrail come un personaggio negativo, un adolescente pieno di risorse, un orfano adottato dall'astuta vecchia Maman Fipart. Assiste per primo un "cattivo" (Sir Williams,pseudonimo di Andrea de Felipone) nella sua lotta contro il fratellastro di Andrea, il conte de Kergaz. Una delle protagoniste della battaglia è una cortigiana dal cuore d'oro e dal carattere impavido, Louise Charmet, alias Baccarat.
Nel terzo romanzo della serie, Rocambole subentra e uccide Sir Williams. Ma Baccarat vanifica ancora una volta i suoi piani malvagi e finisce imprigionato nel campo di lavoro forzato di Tolone.
Tuttavia, a partire dal quarto romanzo della serie, il personaggio subisce una drastica trasformazione:ormai anziano e più saggio, è stato graziato ed è diventato un benefattore; tuttavia ciò che andava a costituire quest'ultima storia non è stato popolare tra i lettori e Ponson du Terrail ha riscritto una nuova versione in cui Rocambole fugge da Tolone, si riscatta e diventa un eroe a tutti gli effetti.
Fuggito di prigione e pentito per i suoi trascorsi, diventa un vero e proprio eroe positivo e senza paura che combatte una varietà di malvagi vili. È diventato una vera mente che è stata in India e ha raccolto attorno a sé una cerchia di assistenti altrettanto talentuosi.
Viene caratterizzato come una sorta di ladro gentiluomo e benintenzionato, con tratti che anticipano eroi della finzione moderna come Arsenio Lupin, Fantômas, Simon Templar e Doc Savage.
In un capitolo finale del sesto volume, Ponson du Terrail ha rivelato che Rocambole esisteva davvero e stava narrando le proprie imprese attraverso di lui, rendendo Rocambole forse il primo eroe meta-narrativo della sua specie.

## Romanzi
Illustrazioni di Gino Starace

### Ponson du Terrail
1. Les Drames de Paris (1857) (anche noto come L'Héritage Mystérieux)
2. Le Club des Valets de Coeur (1858)
3. Les Exploits de Rocambole (1858-1859)
4. Les Chevaliers du Clair de Lune (1860-1862)
5. La Résurrection de Rocambole (1865-1866) (riscrittura del precedente)
6. Le Dernier Mot de Rocambole (1866-1867)
7. Les Misères de Londres (1867-1868)
8. Les Démolitions de Paris (1869)
9. La Corde du Pendu (1870, incompiuto)

### Altri scrittori
- di Contant Gueroult:

1. Le Retour et la Fin de Rocambole (1875)
2. Les Nouveaux Exploits de Rocambole (1880)

- di Jules Cardoze:

1. Les Bâtards de Rocambole (1886)

- di Frédéric Valade:

1. Le Petit-Fils de Rocambole (1922)
2. La Haine immortelle (1922)
3. Le Testament de Rocambole (1931)
4. Olivia contre Rocambole (1931)
5. La Justice de Rocambole (1932)
6. La Belle Olivia (1932)
7. Les Larmes de Rocambole (1933)
8. Le Châtiment d'Olivia (1933)

- di Michel Honaker:

1. Rocambole et le Spectre de Kerloven (2002), serie di crossover tra Rocambole e Les Habits Noirs di Paul Feval
2. Rocambole et les Marionnettes de la Mort (2003)
3. Rocambole et le Pacte de Sang (2004)
4. Rocambole et le Diable de Montrouge (2005)
5. Rocambole et la Sorcière du Marais (2005)

- di Leite Bastos

1. As Maravilhas do Homem Pardo (188?), seguito in portoghese di La Corde du Pendu.

## Film
- I guanti di Rocambole di Segundo de Chomón, 1913
- Rocambole di Georges Denola, 1913
- Rocambole et l'héritage du Marquis de Morfontaine di Georges Denola, 1914
- Rocambole di Charles Maudru, 1924
- Rocambole di Gabriel Rosca, 1932
- Rocambole di Jacques de Baroncelli, 1948
- La rivincita di Baccarat di Jacques de Baroncelli, 1948
- Rocambole di Bernard Borderie, 1963
- Rocambole contra las mujeres arpias di Emilio Gómez Muriel, 1967
- Rocambole contra la secta del escorpión di Emilio Gómez Muriel, 1967